# Hintersee (Poméranie-Occidentale)
Hintersee est une commune de l'arrondissement de Poméranie-Occidentale-Greifswald, Land de Mecklembourg-Poméranie-Occidentale.

## Géographie
La commune se situe au milieu de la lande (de) d'Ueckermünde, le long de la frontière avec la Pologne. La lagune de Szczecin est à neuf km au nord, près du Neuwarper See (de), et à l'est il y a le Großer Mützelburger See (de). Le territoire est donc composé de forêts et de milieux aquatiques. La faune et la flore se trouvent particulièrement dans la tourbière ombrotrophe.
Le village de Zopfenbeck est devenu un quartier.

## Histoire
Au XVIIe siècle, on exploite le goudron et on transforme du charbon de bois à Zopfenbeck, ce jusqu'en 1940. Le village est créé en 1743 au sud de l'ancien lac d'Ahlbecker. Avec l'assèchement des marais et du lac traversé par la Randow, le territoire peut s'élargir. Les habitants vivent traditionnellement de l'agriculture et de la transformation du bois en charbon. Au début du XXe siècle, le développement économique relie Hintersee au réseau ferroviaire, permettant la création d'une scierie et d'une ferme laitière.
Après la Seconde Guerre mondiale, le village d'Entepöl devient polonais et prend le nom de Dobieszczyn, village rattaché à la commune de Police.